# Promare
Promare (プロメア, Puromea) és una pel·lícula japonesa d'anime coproduïda per Trigger i XFLAG, i dirigida per Hiroyuki Imaishi. Es va estrenar el 24 de maig del 2019 al Japó i el 23 d'octubre del 2020 doblada al català.

## Argument
Els Burnish són una raça de mutants capaços de controlar el foc, que fa 30 anys van devastar la meitat del planeta. Apareix un grup de mutants encara més agressius que només poden ser aturats per una brigada de bombers d'elit fundada per Kray Foresight, el governador de la República de Promepolis.

## Doblatge
| Galo Thymos              | Kenichi Matsuyama | Albert Trifol  |
| Lio Fotia                | Taichi Saotome    | Marc Gómez     |
| Kray Foresight           | Masato Sakai      | Eduard Itchart |
| Vinny                    | Kendō Kobayashi   | Marcel Navarro |
| Deus Prometh             | Arata Furuta      | Toni Molías    |
| Aina Ardebit             | Ayane Sakura      | Isabel Valls   |
| Remi Puguna              | Hiroyuki Yoshino  | Marcel Navarro |
| Varys Truss              | Tetsu Inada       | Ramon Canals   |
| Lucia Fex                | Mayumi Shintani   | Núria Trifol   |
| Ignis Ex                 | Rikiya Koyama     | Mark Ullod     |
| Heris Ardebit            | Ami Koshimizu     | Marta Moreno   |
| Vulcan Haestus           | Taiten Kusunoki   | Francesc Belda |
| Gueira                   | Nobuyuki Hiyama   | Ivan Cánovas   |
| Meis                     | Katsuyuki Konishi | David Jenner   |
| Biar Colossus            | Ryōka Yuzuki      | Joël Mulachs   |
| Font: Anime News Network |                   |                |

## Recepció
Promare va ser la vuitena pel·lícula més vista al Japó el cap de setmana de l'estrena, i va recaptar 41,4 milions de iens els primers tres dies. La recaptació final al país d'origen fou de 1.500 milions de iens (uns 12,1 milions d'euros).
A Catalunya, la versió doblada al català es va estrenar en set sales de cinema, distribuïda per Selecta Visión.